# Kayo (Musiker)
Kayo (bürgerlicher Name: Alexander Pressl) ist ein österreichischer Musiker aus Oberösterreich. Im Jahr 2012 war er für den Amadeus Austrian Music Award in der Kategorie HipHop/R’n’B nominiert. Kayo ist Teil der Formationen Markante Handlungen sowie Kayo & DJ Phekt und steht bei Tonträger Records unter Vertrag.

## Diskografie

### Alben
- 2011: Des sogt eigentlich ois (Tontraeger Records)
- 2020: Reunion (Tontraeger Records)

### Singles
- 2000: Kaputtnicks / Kayo & DJ Phekt* feat. Marquee* – Brief An Den Bundeskanzler / Wilde Geschichten (Geco Tonwaren)[2]
- 2006: Wisdom & Slime / Kayo & Phekt – Das Element / Limericks (Goalgetter, Tontraeger Records)[3]